# أنهيدراز كربوني 4
الأنهيدراز الكربوني 4 (بالإنجليزية: Carbonic anhydrase 4)‏ هو إنزيم يُرمَّز لدى البشر بواسطة الجين CA4.

## الوظيفة
الأنهيدرازات الكربونية هي عائلة من إنزيمات الزنك الفلزية التي تحفز إماهة ثنائي أكسيد الكربون. وتشارك في مختلف العمليات البيولوجية بما في ذلك: التنفس، التكلس، توازن الحمض-أساس، الارتشاف العظمي وتكون الخلط المائي، السائل الدماغي الشوكي، اللعاب والحمض المعدي. تبدي الأنهيدرازات الكربونية تنوعا كبيرا في التوزع النسيجي وفي تموضعها الخلوي.
الأنهيدراز الكربوني 4 هو نظير إنزيمي غشائي مدمج يحتوي على غليكوزيل فوسفاتيديل إينوزيتول [الإنجليزية] يُعبر عنه في في أسطح لمعات الشعيرات الدموية الرئوية (وغيرها) والنبيبات الكلوية القريبة. الوظيفة الدقيقة لهذا الإنزيم غير معروفة، ومع ذلك يمكن أن يكون له دور في اضطرابات الكلى الوراثية الخاصة بنقل البيكربونات.

## التآثرات
أُثبِت أن الأنهيدراز الكربوني 4 يتآثر مع Band 3 [الإنجليزية].